# Estação Universidade de Heluã
Universidade de Heluã (em árabe: جامعة حلوان) é uma das estações da linha 1 do metro do Cairo, no Egito.

## Localização
A Estação Universidade de Heluã foi a última a ser inaugurada na Linha 1 do metrô do Cairo no ano de 2002. Situada muito próxima a Ain Helwan e Wadi Hof foi aberta especificamente para atender a demanda gerada pela universidade que dá o nome a estação. A Universidade de Heluã é uma instituição pública, formada por 18 faculdades e 50 centros de pesquisa.